# AN-94
AN-94 (russisk: 5,45-мм автомат Никонова обр. 1994 г. / АН-94 «Абака́н») er en riffel af russisk designet og fremstilet i Rusland. AN-94 står for 'Avtomat Nikonova 94' efter den russiske våbeningeniør Gennadiy Nikonov, og 94 for året hvor riflen blev designet. Våbenet er planlagt til at erstatte det ældre AK-74-riffel, der i øjeblikket anvendes i det meste af det russiske militær. Våbenet er af samme kaliber som AK-74, 5,45 x 39 mm.
Grundet det komplekse design og våbenets pris har ibrugtagningen af riflen foregået langsomt, og det er sandsynligt at riflen ikke vil blive benyttet som standardudrustning i den russiske hær. Produktionen af AN-94 ophørte i 2006 og i 2013 var den russiske AK-74M fortsat standardriflen i hæren.
Den hævdede fordel ved våbenet er dets evne til at forsinke rekyl, indtil to projektiler har forladt riflens løb, hvilket skulle give en forøget træfsikkerhed under kamp. Våbenet kan skyde to umiddelbart efter hinanden således at rekyl ikke mærkes ved det andet skud. Våbenet kan skyde 1800 skud i minuttet.